# Trilogias do MMA
Trilogia do MMA é o nome dado a uma rivalidade entre lutadores de MMA decidida em três duelos.
O site R7 fez uma enquete para decidir qual foi a melhor trilogia do MMA. Com 28,81% dos votos, ganhou a rivalidade "Quinton "Rampage" Jackson x Wanderlei Silva".

## Trilogias do UFC
As trilogias do UFC se tornaram muito famosas no início dos anos 2000, quando o evento não estava muito bem das pernas e o Pride estava voando no Japão. As trincas de lutas entre os grandes nomes do UFC na época era uma boa maneira que a franquia achou para tentar se manter atraente com o público antes do boom da década de 2000.
| #  | Lutadores                       | Eventos                                                       | Data                  | Resultado                                                                  | Observação                                                     | Ref.   |
| -- | ------------------------------- | ------------------------------------------------------------- | --------------------- | -------------------------------------------------------------------------- | -------------------------------------------------------------- | ------ |
| 1  | Frankie Edgar x Gray Maynard    | UFC Fight Night 13                                            | Abril de 2008         | Gray Maynard venceu por decisão unânime                                    |                                                                | [ 3 ]  |
| 1  | Frankie Edgar x Gray Maynard    | UFC 125                                                       | Janeiro de 2011       | A luta terminou empatada;                                                  |                                                                | [ 3 ]  |
| 1  | Frankie Edgar x Gray Maynard    | UFC 135                                                       | Outubro de 2011       | Frankie Edgar nocauteou                                                    |                                                                | [ 3 ]  |
| 2  | Tim Sylvia x Andrei Arlovski    | UFC 51                                                        | Fevereiro de 2005     | Andrei Arlovski finalizou com uma chave de calcanhar                       |                                                                | [ 4 ]  |
| 2  | Tim Sylvia x Andrei Arlovski    | UFC 59                                                        | Abril de 2006         | Tim Sylvia venceu por nocaute técnico                                      |                                                                | [ 4 ]  |
| 2  | Tim Sylvia x Andrei Arlovski    | UFC 61                                                        | Julho de 2006         | Tim Sylvia venceu por decisão unânime                                      |                                                                | [ 4 ]  |
| 3  | Chuck Liddell x Randy Couture   | UFC 43                                                        | Junho de 2003         | Randy Couture venceu por nocaute técnico                                   |                                                                | [ 5 ]  |
| 3  | Chuck Liddell x Randy Couture   | UFC 52                                                        | Abril de 2005         | Chuck Liddell nocauteou                                                    |                                                                | [ 5 ]  |
| 3  | Chuck Liddell x Randy Couture   | UFC 57                                                        | Fevereiro de 2006     | Chuck Liddell nocauteou                                                    |                                                                | [ 5 ]  |
| 4  | Randy Couture x Vitor Belfort   | UFC 15                                                        | Outubro de 1997       | Randy Couture venceu por nocaute técnico                                   |                                                                | [ 6 ]  |
| 4  | Randy Couture x Vitor Belfort   | UFC 46                                                        | Janeiro de 2004       | Vitor Belfort venceu por nocaute técnico;                                  |                                                                | [ 6 ]  |
| 4  | Randy Couture x Vitor Belfort   | UFC 49                                                        | Agosto de 2004        | Randy Couture venceu por nocaute técnico.                                  |                                                                | [ 6 ]  |
| 5  | Forrest Griffin x Tito Ortiz    | UFC 59                                                        | Abril de 2006         | Tito Ortiz venceu por decisão dividida;                                    |                                                                | [ 7 ]  |
| 5  | Forrest Griffin x Tito Ortiz    | UFC 106                                                       | Novembro de 2009      | Forrest Griffin venceu por decisão dividida                                |                                                                | [ 7 ]  |
| 5  | Forrest Griffin x Tito Ortiz    | UFC 148                                                       | Julho de 2012         | Forrest Griffin venceu por decisão unânime.                                |                                                                | [ 7 ]  |
| 6  | Tito Ortiz x Ken Shamrock       | UFC 40                                                        | Novembro de 2002      | Tito Ortiz venceu por nocaute técnico                                      |                                                                | [ 8 ]  |
| 6  | Tito Ortiz x Ken Shamrock       | UFC 61                                                        | Julho de 2006         | Tito Ortiz venceu por nocaute técnico                                      |                                                                | [ 8 ]  |
| 6  | Tito Ortiz x Ken Shamrock       | UFC Fight Night 6.5 - Ortiz vs. Shamrock 3: The Final Chapter | Outubro de 2006       | Tito Ortiz venceu por nocaute técnico                                      |                                                                | [ 8 ]  |
| 7  | Georges St-Pierre x Matt Hughes | UFC 50                                                        | Outubro de 2004       | Matt Hughes finalizou com um arm-lock                                      | 1a derrota de Georges St-Pierre no UFC                         | [ 9 ]  |
| 7  | Georges St-Pierre x Matt Hughes | UFC 65                                                        | Novembro de 2006      | Georges St-Pierre venceu por nocaute técnico                               |                                                                | [ 9 ]  |
| 7  | Georges St-Pierre x Matt Hughes | UFC 79                                                        | Dezembro de 2007      | Georges St-Pierre finalizou com um arm-lock                                |                                                                | [ 9 ]  |
| 8  | BJ Penn x Matt Hughes           | UFC 46                                                        | Janeiro de 2004       | BJ Penn finalizou com um mata-leão                                         | Valendo o cinturão                                             | [ 10 ] |
| 8  | BJ Penn x Matt Hughes           | UFC 63                                                        | Setembro de 2006      | Matt Hughes venceu por nocaute técnico                                     | Melhor luta de 2006                                            | [ 10 ] |
| 8  | BJ Penn x Matt Hughes           | UFC 123                                                       | Novembro de 2010      | BJ Penn nocauteou com apenas 21s de luta                                   |                                                                | [ 10 ] |
| 9  | Sam Stout x Spence Fisher       | UFC 158                                                       | Março 2006            | Sam Stout venceu por decisão dividida                                      |                                                                | [ 11 ] |
| 9  | Sam Stout x Spence Fisher       | UFC Fight Night 10                                            | Junho de 2007         | Spencer Fisher venceu por decisão unânime                                  |                                                                | [ 11 ] |
| 9  | Sam Stout x Spence Fisher       | UFC on FX: Maynard vs. Guida                                  | Junho de 2012         | Sam Stout venceu por decisão unânime                                       |                                                                | [ 11 ] |
| 10 | Cigano x Velasquez              | UFC on Fox: Velasquez vs. Dos Santos                          | Novembro de 2011      | Cigano venceu por Nocaute (socos)                                          | Cigano ganhou o Cinturão Peso Pesado do UFC; Nocaute da Noite. |        |
| 10 | Cigano x Velasquez              | UFC 155: Dos Santos vs. Velasquez II                          | Dezembro de 2012      | Velasquez venceu por decisão (unânime)                                     | Velasquez readquiriu o cinturão Peso Pesado do UFC             |        |
| 10 | Cigano x Velasquez              | UFC 166: Dos Santos vs. Velasquez III                         | Outubro de 2013       | Velasquez venceu por Nocaute Técnico (socos)                               | Valendo o cinturão Peso Pesado do UFC                          |        |
| 11 | Nate Diaz x Gray Maynard        | Semifinal do TUF 5                                            | 2007                  | Nate Diaz venceu por finalização com guilhotina                            |                                                                | [ 12 ] |
| 11 | Nate Diaz x Gray Maynard        | UFC Fight Night: Maynard vs. Diaz                             | 11 de janeiro de 2010 | Maynard venceu por decisão dividida                                        |                                                                | [ 12 ] |
| 11 | Nate Diaz x Gray Maynard        | The Ultimate Fighter 18 Finale                                | 30 de janeiro de 2013 | Diaz venceu por nocaute técnico (socos)                                    |                                                                | [ 12 ] |
| 12 | Frankie Edgar x B.J. Penn       | UFC 112: Invincible                                           | 10 de abril de 2010   | Edgar venceu por Decisão (unânime)                                         |                                                                |        |
| 12 | Frankie Edgar x B.J. Penn       | UFC 118: Edgar vs. Penn II                                    | 28 de agosto de 2010  | Edgar venceu novamente por Decisão (unânime)                               |                                                                |        |
| 12 | Frankie Edgar x B.J. Penn       | TUF-19: Team Edgar vs. Team Penn Finale                       | 6 de julho de 2014    | Edgar venceu novamente, desta vez por Nocaute Técnico (socos) no 3o round. |                                                                |        |

### Trilogias do Strikeforce
| # | Lutadores                       | Eventos                                          | Data                   | Resultado                                                 | Observação                                              | Ref. |
| - | ------------------------------- | ------------------------------------------------ | ---------------------- | --------------------------------------------------------- | ------------------------------------------------------- | ---- |
| 1 | Gilbert Melendez x Josh Thomson | Strikeforce: Melendez vs. Thomson                | 27 de junho de 2008    | Vitória de Thomson por Decisão (unânime)                  | Valendo o Cinturão Peso Leve do Strikeforce             |      |
| 1 | Gilbert Melendez x Josh Thomson | Strikeforce: Evolution                           | 19 de dezembro de 2009 | Vitória de Melendez por Decisão (unânime)                 | Melendez readquiriu o Cinturão Peso Leve do Strikeforce |      |
| 1 | Gilbert Melendez x Josh Thomson | Strikeforce: Barnett vs. Cormier                 | 19 de maio de 2012     | Vitória de Melendez por Decisão (dividida)                | Melendez defendeu o Cinturão Peso Leve do Strikeforce   |      |
| 1 | Bobby Voelker x Roger Bowling   | Strikeforce Challengers: Lindland vs. Casey      | 21 de maio de 2010     | Vitória de Roger Bowling por Decisão Técnica (unânime)    |                                                         |      |
| 1 | Bobby Voelker x Roger Bowling   | Strikeforce Challengers: Bowling vs. Voelker II  | 22 de outubro de 2010  | Vitória de Voelker por Nocaute Técnico (socos)            |                                                         |      |
| 1 | Bobby Voelker x Roger Bowling   | Strikeforce Challengers: Voelker vs. Bowling III | 22 de julho de 2011    | Vitória de Voelker por Nocaute Técnico (joelhada e socos) |                                                         |      |

### Trilogias do Pride
| # | Lutadores                          | Eventos                       | Data                   | Resultado                                                 | Observação                                                                | Ref.          |
| - | ---------------------------------- | ----------------------------- | ---------------------- | --------------------------------------------------------- | ------------------------------------------------------------------------- | ------------- |
| 1 | Kazushi Sakuraba x Wanderlei Silva | Pride 13: Collision Course    | Março de 2001          | Wanderlei venceu por Nocaute Técnico (golpes)             | O japonês foi derrotado por um brasileiro pela 1ª vez diante de Wanderlei | [ 14 ] [ 15 ] |
| 1 | Kazushi Sakuraba x Wanderlei Silva | Pride 17: Championship Chaos  | Junho de 2001          | Wanderlei venceu por Nocaute Técnico (interrupção médica) |                                                                           | [ 14 ] [ 15 ] |
| 1 | Kazushi Sakuraba x Wanderlei Silva | Pride Total Elimination 2003  | Agosto de 2003         | Wanderlei venceu por Nocaute (soco)                       |                                                                           | [ 14 ] [ 15 ] |
| 2 | Minotauro x Fedor Emelianenko      | Pride 25: Body Blow           | 16 de março de 2003    | Fedor venceu por Decisão (unânime)                        |                                                                           |               |
| 2 | Minotauro x Fedor Emelianenko      | Pride Final Conflict 2004     | 15 de agosto de 2004   | No Contest: Sem Resultado (cabeçada acidental)            |                                                                           |               |
| 2 | Minotauro x Fedor Emelianenko      | Pride Shockwave 2004          | 31 de dezembro de 2004 | Fedor venceu por Decisão (unânime)                        |                                                                           |               |
| 2 | Cro Cop x Josh Barnett             | Pride 28: High Octane         | 31 de outubro de 2004  | Cro cop venceu: Finalização (Contusão no ombro)           |                                                                           |               |
| 2 | Cro Cop x Josh Barnett             | Pride 30: Fully Loaded        | 23 de novembro de 2005 | Cro cop venceu: Decisão (Unânime)                         |                                                                           |               |
| 2 | Cro Cop x Josh Barnett             | Pride Final Conflict Absolute | 10 de setembro de 2006 | Cro cop venceu: Finalização (Golpes)                      |                                                                           |               |

### Trilogias do Pancrase
| # | Lutadores                   | Eventos                                             | Data                   | Resultado                                           | Observação | Ref.   |
| - | --------------------------- | --------------------------------------------------- | ---------------------- | --------------------------------------------------- | ---------- | ------ |
| 1 | Bas Rutten x Frank Shamrock | Pancrase: King of Pancrase Tournament Opening Round | 16 de dezembro de 1994 | Frank venceu por Decisão (majoritária)              |            | [ 16 ] |
| 1 | Bas Rutten x Frank Shamrock | Pancrase: 1995 Neo-Blood Tournament, Round 2        | 23 de julho de 1995    | Frank venceu por Decisão (dividida)                 |            | [ 16 ] |
| 1 | Bas Rutten x Frank Shamrock | Pancrase: Truth 5                                   | 16 de maio de 1996     | Bas venceu por Nocaute Técnico (interrupção médica) |            | [ 16 ] |

### Trilogias do Bellator
| # | Lutadores                        | Eventos      | Data                   | Resultado                                               | Observação                                | Ref.   |
| - | -------------------------------- | ------------ | ---------------------- | ------------------------------------------------------- | ----------------------------------------- | ------ |
| 1 | Eddie Alvarez x Michael Chandler | Bellator 58  | 19 de novembro de 2011 | Vitória de Michael Chandler por Finalização (mata leão) | Valendo o Cinturão Peso Leve do Bellator. | [ 17 ] |
| 1 | Eddie Alvarez x Michael Chandler | Bellator 106 | 2 de novembro de 2013  | Vitória de Eddie Alvarez por Decisão (dividida)         | Valendo o Cinturão Peso Leve do Bellator. | [ 17 ] |
| 1 | Eddie Alvarez x Michael Chandler |              | 8 de março de 2014     | a ser disputado                                         |                                           | [ 17 ] |

### Trilogias em Organizações Diferentes
| # | Lutadores                                        | Eventos                                     | Data                    | Resultado                                                        | Observação                                                 | Ref.   |
| - | ------------------------------------------------ | ------------------------------------------- | ----------------------- | ---------------------------------------------------------------- | ---------------------------------------------------------- | ------ |
| 1 | Minotauro x Heath Herring                        | Pride 17                                    | 3 de novembro de 2001   | Minotauro venceu por Decisão (Unânime)                           |                                                            | [ 18 ] |
| 1 | Minotauro x Heath Herring                        | Pride Critical Countdown 2004               | 20 de junho de 2004     | Minotauro venceu por Finalização (anaconda choke)                |                                                            | [ 18 ] |
| 1 | Minotauro x Heath Herring                        | UFC 73: Stacked                             | 7 de julho de 2007      | Minotauro venceu por Decisão (unânime)                           |                                                            | [ 18 ] |
| 2 | Gary Goodridge x Don Frye                        | UFC 8                                       | 16 de fevereiro de 1996 | Don Frye venceu por nocaute técnico                              |                                                            |        |
| 2 | Gary Goodridge x Don Frye                        | Ultimate Ultimate 1996                      | 7 de dezembro de 1996   | Don Frye venceu por nocaute técnico                              |                                                            |        |
| 2 | Gary Goodridge x Don Frye                        | Pride Shockwave 2003                        | 31 de dezembro de 2003  | Gary Goodridge venceu por nocaute (soco)                         |                                                            |        |
| 3 | Shinya Aoki x Joachim Hansen                     | Pride Shockwave 2006                        | 31 de dezembro de 2006  | Aoki venceu por Submissão (gogoplata)                            |                                                            |        |
| 3 | Shinya Aoki x Joachim Hansen                     | DREAM 5                                     | 21 de julho de 2008     | Hansen venceu por Nocaute Técnico (Socos)                        |                                                            |        |
| 3 | Shinya Aoki x Joachim Hansen                     | DREAM 11                                    | 6 de outubro de 2009    | Hansen venceu por Submissão (Armbar)                             |                                                            |        |
| 4 | Quinton "Rampage" Jackson x Wanderlei Silva      | Pride Final Conflict 2003                   | 9 de novembro de 2003   | Wanderlei venceu por Nocaute Técnico (joelhadas e tiros de meta) | Valendo o título do Grand Prix de Médios do Pride de 2003. | [ 19 ] |
| 4 | Quinton "Rampage" Jackson x Wanderlei Silva      | Pride 28: High Octane                       | 31 de outubro de 2004   | Wanderlei venceu novamente. Desta vez por Nocaute (joelhada)     | Valendo o Cinturão Peso Médio do Pride.                    | [ 19 ] |
| 4 | Quinton "Rampage" Jackson x Wanderlei Silva      | UFC 92: The Ultimate 2008                   | 27 de dezembro de 2008  | Rampage venceu por Nocaute (soco)                                |                                                            | [ 19 ] |
| 5 | Andrezinho Nogueira x Willamy "Chiquerim" Freire | Bad Boy - Vale Tudo Open                    | 8 de dezembro de 2005   | Chiquerim venceu por decisão unanime                             |                                                            | [ 20 ] |
| 5 | Andrezinho Nogueira x Willamy "Chiquerim" Freire | TC - Tridenium Combat                       |                         | Vitória de Andrezinho por Submissão (Guilhotina)                 |                                                            | [ 20 ] |
| 5 | Andrezinho Nogueira x Willamy "Chiquerim" Freire | OX MMA                                      | 8 de agosto de 2013     | Vitória de Andrezinho por Nocaute Técnico (Socos)                |                                                            | [ 20 ] |
| 6 | Tito Ortiz x Chuck Liddell                       | UFC 47                                      | 2 de abril de 2004      | Vitória do Lidell por TKO (socos)                                |                                                            |        |
| 6 | Tito Ortiz x Chuck Liddell                       | UFC 66                                      | 30 de dezembro de 2006  | Novamente, vitória do Lidell por TKO (socos)                     |                                                            |        |
| 6 | Tito Ortiz x Chuck Liddell                       | Golden Boy Promotions: Lidell vs. Ortiz III | 24 de novembro de 2018  | Vitória de Tito Ortiz por Nocaute (Socos)                        |                                                            | [ 21 ] |